# Гибридный режим
Гибри́дный режи́м — смешанный тип политического режима, возникающий вследствие незавершённого демократического перехода. Гибридные режимы сочетают в себе автократию, авторитаризм и демократию, то есть в них одновременно могут проводиться политические репрессии и легальная политическая борьба.
Термин «гибридный режим» обязан своим существованием полиморфному взгляду на политические режимы, противостоящему дихотомии автократии или демократии. Гибридные режимы характерны для ресурсных стран (петрогосударств). Такие режимы устойчивы и живучи.
Западные исследователи, анализирующие гибридные режимы, обращают внимание в основном на декоративность демократических институтов (выборы не ведут к смене власти, разные СМИ вещают одно и то же, «оппозиция» в парламенте голосует так же, как и правящая партия и т. д.), из чего делается вывод о том, что в основе гибридных режимов лежит авторитаризм, однако гибридные режимы также имитируют диктатуру, имея при этом относительно более низкий (точечный) уровень насилия.

## История
Третья волна демократизации привела к появлению гибридных режимов, которые не являются ни полностью демократическими, ни полностью авторитарными. Ни концепции нелиберальной демократии, ни концепции электорального авторитаризма не описывают эти гибридные режимы в полной мере.
С конца холодной войны подобные режимы стали самыми часто встречающимися среди недемократических.
Окончанием процесса трансформации авторитарных режимов, когда происходит либерализация, появляются ограниченные тем или иным образом выборы, всегда предполагалась полноценная либеральная демократия, в то время как на практике в основном данный процесс замирал «на полпути».
В отношении режимов, которые ранее называли «переходными» в 1980-х годах стал использоваться термин «гибридный режим», который укрепился потому что, по словам Томаса Карозерса, «Большинство „переходных стран“ не являются ни полностью диктаторскими, ни стремящимися к демократии, а по большому счёту их нельзя назвать и переходными. Они находятся в политически стабильной „Серой зоне“, перемены в которой могут не происходить десятилетиями». Таким образом, он заявил, что необходимо рассматривать гибридные режимы без предположения что они в конечном счёте станут демократиями. Эти гибридные режимы называли полуавториторизмом или электоральным авторитаризмом.
Одним из первых понятие «гибридный режим» использовал при анализе кадаровской Венгрии социолог Элемер Ханкиш.

## Признаки
Признаки гибридного режима по Г. О’Доннелу, Ф. Шмиттеру, Л. Даймонду (исследовал отличия от полиархии), Т. Карозерсу:
1. Наличие внешних атрибутов демократии (выборы, многопартийность, легальная оппозиция);
2. Низкая степень представленности интересов граждан в процессе принятия политических решений (недееспособность объединений граждан, к примеру профсоюзов, или их подконтрольность государству);
3. Низкий уровень политического участия населения;
4. Декларативность политических прав и свобод (формально есть, фактически затруднённая реализация);
5. Низкий уровень доверия граждан политическим институтам.

Странами с гибридными режимами в 2019 году считались Венесуэла, Египет, Турция, Индонезия, Тунис, Малайзия, Танзания, Уганда, Мексика, Сербия, Россия, Иран, Казахстан, Азербайджан и Белоруссия.

## Типология
Существует масса различных терминов, описывающих конкретные виды гибридных режимов:
- Режим с синдромом слабого плюрализма — регулярные выборы; высокий уровень конкуренции среди элиты; слабое политическое участие; коррумпированность элит. По мнению Т. Карозерса[англ.] на начало XXI века был характерен для таких стран, как Украина, Молдавия, Албания, Никарагуа, Эквадор, Непал, Таиланд, Мадагаскар, Сьерра-Леоне[1].
- Режим с синдромом доминирующей силы (Система с доминирующей партией, dominant-power politics) — наличие декоративных демократических институтов; слабая оппозиция; размывание границ между государством и правящей партией[1]. В работе (Suttner, R. 2006) такими странами названы: Россия (Единая Россия), Турция (Партия справедливости и развития), Сербия (Сербская прогрессивная партия), Словакия (Курс — социальная демократия), Черногория (Демократическая партия социалистов Черногории), Сингапур (Народное действие), Южно-Африканская Республика (Африканский национальный конгресс), Япония (Либерально-демократическая партия), Бангладеш (Авами лиг), Ангола (Партия труда), Зимбабве (ЗАНС — Патриотический фронт), Камбоджа (Народная партия).
- Делегативная демократия Г. О’Доннела — абсолютизация статуса президента как главы государства; наличие у него максимально широких полномочий; регулярное превышение им конституционных рамок; слабый плюрализм; слабое политическое участие граждан. В качестве примеров Г. О’Доннел приводит такие страны, как Аргентина, Бразилия, Перу, Филиппины, Южная Корея. Ф. Закария отмечал что подобный тип режима был в России времён правления Б. Ельцина[1].
- Диктобланда Ф. Шмиттера — у граждан есть индивидуальные политические права; многопартийная система; власть неподконтрольна гражданам. В качестве примера называются такие страны, как Кения и Кот-д’Ивуар[1].
- Демократура Ф. Шмиттера — регулярно проводятся выборы; нет реальной политической конкуренции. В качестве примера приводятся режимы 1980—1990 годов в таких странах, как Гватемала и Сальвадор[1].

### Электоральный авторитаризм
Про электоральный авторитаризм или так называемые гибридные режимы писали разные авторы (Levitsky and Way 2002; T. Karl 1995; L. Diamond 1999; A. Schedler 2002), но этот феномен не нов и большинство авторитарных правительств, которые проводят выборы, не являются гибридами, а являются успешными, хорошо институциализированными авторитарными режимами. Демократические элементы могут одновременно служить авторитарным целям и способствовать демократизации.
Электоральный авторитаризм означает, что демократические институты являются имитационными и из-за многочисленных систематических нарушений либерально-демократических норм по факту придерживаются авторитарных методов.
Электоральный авторитаризм бывает конкурентный и гегемонический, причём последний не обязательно означает нарушения на выборах.
А. Шедлер (Schedler) называет электоральный авторитаризм новой формой авторитарного режима, а не гибридным режимом или несовершенной (нелиберальной) демократией. Электоральный авторитаризм может рассматриваться не только как гибрид демократии и авторитаризма, но и как самостоятельная форма правления, которая не является ни действительно демократической, ни полностью автократической, а имеет свои собственные механизмы легитимации и функционирования.
При этом чисто авторитарный режим не нуждается в выборах как источнике легитимности при этом назначаемые по желанию правителя безальтернативные выборы не являются достаточным условием для того, чтобы считать проводящий их режим гибридным.

### Проблемная демократия
Полноценные (либеральные) демократии строятся на таких ключевых вещах, как всеобщее избирательное право, свободные и справедливые выборы, проводимые на регулярной основе, более чем одна правящая политическая партия, многочисленные независимые СМИ, поддержка прав человека и беспрепятственный со стороны элит или внешних влиятельных фигур процесс принятия решений избирателями. Отсутствие какого-либо ключевого элемента демократии позволяет классифицировать режим как проблемную демократию, самым распространённым видом проблемных демократий является нелиберальная демократия, термин предложен Фаридом Закарией и схож с делегативной демократией, однако отличается от неё отсутствием конституционализма и публичной конкуренции.

## История исследований
Исследователями проведён сравнительный анализ политических режимов во всем мире (С. Файнер 1970), в развивающихся странах (Almond and Coleman, 1960), среди латиноамериканских (Collier 1979) и западноафриканских режимов (Zolberg, 1966). Описаны типы недемократических режимов (Linz, 2000, первоначально опубликован в 1975 году и Perlmutter, 1981). Хантингтон и Мур (Huntington and Moore, 1970) рассматривают вопрос однопартийных режимов. Хермет (Guy Hermet, Rose, & Rouquie 1978) исследует, как в таких авторитарных режимах проводятся выборы, которые являются номинально демократическим институтом.
Подробно исследовались также «гибридные режимы» (Diamond 2002), популярный термин «конкурентный авторитаризм» (Levitsky and Way 2002) и «электоральный авторитаризм» (Schedler, 2006), а также то, как должностные лица, пришедшие к власти недемократическим путём, формируют избирательные правила (Lust-Okar and Jamal, 2002), институциализируют фальсификацию выборов (Lehoucq 2003, Schedler 2002) и манипулируют экономикой (L. Blaydes 2006, Magaloni 2006), чтобы выиграть выборы и оставаться у власти.
Ричард Снайдер показал, что устойчивость неопатримониальных режимов напрямую зависит от надёжности и протяжённости патронажных сетей. Наиболее уязвимы для кризиса режимы, где эти сети замыкаются на узком слое, сложившейся вокруг лидера правящей элиты. Межклановая борьба в условиях истощения государственных ресурсов при делегитимации верховной власти может приводить к поддержке протеста лидерами некоторых кланов с целью смены власти через опрокидывающие выборы или революцию.